# Bahnstrecke Novi Grad–Knin
| |                                                         |                                           |                                           |
| Streckennummer: | 64 (ŽRS) / 17 (ŽFBH) / R103 (HŽ)                        |                                           |                                           |
| Streckenlänge: | 178 km                                                  |                                           |                                           |
| Spurweite: | 1435 mm (Normalspur)                                    |                                           |                                           |
| Streckenklasse: | D4                                                      |                                           |                                           |
| Stromsystem: | Novi Grad–Bihać: 25 kV 50 Hz ~                          |                                           |                                           |
| Streckengeschwindigkeit: | Novi Grad–Martin Brod: 50 km/h Martin Brod–Knin: 0 km/h |                                           |                                           |
| |                                                         |                                           |                                           |
| \| \| \| von Sunja \| \| \| \| 0,0 \| Novi Grad \| 121,5 m. i. J. \| \| \| \| nach Banja Luka \| \| \| \| 0,8 \| Abzw. Most na Sani \| Abzw. Most na Sani \| \| \| \| Sana \| \| \| \| 8,5 \| Rudice \| 129,1 m. i. J. \| \| \| 12,5 \| Rakani \| Rakani \| \| \| 16,7 \| Blatna \| 137,2 m. i. J. \| \| \| 19,600 \| Infrastrukturgrenze ŽRS-ŽFBH \| Infrastrukturgrenze ŽRS-ŽFBH \| \| \| 24,274 \| Bosanska Otoka \| 143,2 m. i. J. \| \| \| 27,600 \| Drenova Glavica \| Drenova Glavica \| \| \| \| Una \| \| \| \| 29,800 \| Podvran \| Podvran \| \| \| 34,235 \| Bosanska Krupa \| 143,2 m. i. J. \| \| \| \| Una \| \| \| \| 45,821 \| Grmuša \| 179,6 m. i. J. \| \| \| 55,244 \| Cazin-Srbljani \| 201,6 m. i. J. \| \| \| 65,910 \| Bihać \| 222,5 m. i. J. \| \| \| \| Pritoka \| \| \| \| 73,890 \| Ripač \| 231,1 m. i. J. \| \| \| 78,000 \| Račić \| Račić \| \| \| \| Una \| \| \| \| 83,002 \| Staatsgrenze Bosnien-Herzegowina–Kroatien \| Staatsgrenze Bosnien-Herzegowina–Kroatien \| \| \| 84,638 \| Loskun \| 247,1 m. i. J. \| \| \| 91,600 \| Štrbački Buk \| Štrbački Buk \| \| \| 95,235 \| Kestenovac \| 300,1 m. i. J. \| \| \| 99,472 \| Staatsgrenze Kroatien–Bosnien-Herzegowina \| Staatsgrenze Kroatien–Bosnien-Herzegowina \| \| \| 100,200 \| Bušević \| Bušević \| \| \| 105,473 \| Kulen Vakuf \| 322 m. i. J. \| \| \| 109,600 \| Palučci \| Palučci \| \| \| \| Viadukt Jarapaga \| \| \| \| 115,673 \| Martin Brod \| 362,7 m. i. J. \| \| \| \| Una \| \| \| \| 119,444 \| Infrastrukturgrenze ŽFBH-HŽ \| Infrastrukturgrenze ŽFBH-HŽ \| \| \| 123,528 \| Una \| 399,7 m. i. J. \| \| \| 123,950 \| Krka und Staatsgrenze BiH–Kroatien \| Krka und Staatsgrenze BiH–Kroatien \| \| \| 126,006 \| Begluci \| Begluci \| \| \| 127,400 \| Staatsgrenze Kroatien–Bosnien-Herzegowina \| Staatsgrenze Kroatien–Bosnien-Herzegowina \| \| \| 130,947 \| Bosanski Osredci-Srb \| 528,8 m. i. J. \| \| \| 133,836 \| Osredci \| Osredci \| \| \| 137,660 \| Staatsgrenze Bosnien-Herzegowina–Kroatien \| Staatsgrenze Bosnien-Herzegowina–Kroatien \| \| \| 138,445 \| Ličko Dugo Polje \| 637,6 m. i. J. \| \| \| \| von Prijedor \| \| \| \| 142,451 \| Lička Kaldrma \| 674 m. i. J. \| \| \| 146,161 \| Lički Tiškovac \| Lički Tiškovac \| \| \| 154,100 \| Staatsgrenze Kroatien–Bosnien-Herzegowina \| Staatsgrenze Kroatien–Bosnien-Herzegowina \| \| \| 154,164 \| Bosanski Drenovac \| Bosanski Drenovac \| \| \| 155,772 \| Staatsgrenze Bosnien-Herzegowina–Kroatien \| Staatsgrenze Bosnien-Herzegowina–Kroatien \| \| \| 160,978 \| Strmica \| Strmica \| \| \| \| Komalić \| \| \| \| 169,006 \| Golubić \| Golubić \| \| \| \| von Oštarije \| \| \| \| \| von Zadar \| \| \| \| 177,963 \| Knin \| 221 m. i. J. \| \| \| \| nach Split \| \| |                                                         |                                           |                                           |
| Strecke |                                                         | von Sunja                                 | von Sunja                                 |
| Bahnhof | 0,0                                                     | Novi Grad                                 | 121,5 m. i. J.                            |
| Abzweig geradeaus, nach links und von links |                                                         | nach Banja Luka                           | nach Banja Luka                           |
| Blockstelle | 0,8                                                     | Abzw. Most na Sani                        | Abzw. Most na Sani                        |
| Brücke über Wasserlauf |                                                         | Sana                                      | Sana                                      |
| Bahnhof | 8,5                                                     | Rudice                                    | 129,1 m. i. J.                            |
| Haltepunkt / Haltestelle | 12,5                                                    | Rakani                                    | Rakani                                    |
| Bahnhof | 16,7                                                    | Blatna                                    | 137,2 m. i. J.                            |
| Wechsel des Eisenbahninfrastrukturunternehmens | 19,600                                                  | Infrastrukturgrenze ŽRS-ŽFBH              | Infrastrukturgrenze ŽRS-ŽFBH              |
| Bahnhof | 24,274                                                  | Bosanska Otoka                            | 143,2 m. i. J.                            |
| Haltepunkt / Haltestelle | 27,600                                                  | Drenova Glavica                           | Drenova Glavica                           |
| Brücke über Wasserlauf |                                                         | Una                                       | Una                                       |
| Haltepunkt / Haltestelle | 29,800                                                  | Podvran                                   | Podvran                                   |
| Bahnhof | 34,235                                                  | Bosanska Krupa                            | 143,2 m. i. J.                            |
| Strecke unter Wasserlauf |                                                         | Una                                       | Una                                       |
| Bahnhof | 45,821                                                  | Grmuša                                    | 179,6 m. i. J.                            |
| Bahnhof | 55,244                                                  | Cazin-Srbljani                            | 201,6 m. i. J.                            |
| Bahnhof | 65,910                                                  | Bihać                                     | 222,5 m. i. J.                            |
| Haltepunkt / Haltestelle |                                                         | Pritoka                                   | Pritoka                                   |
| Bahnhof | 73,890                                                  | Ripač                                     | 231,1 m. i. J.                            |
| Haltepunkt / Haltestelle | 78,000                                                  | Račić                                     | Račić                                     |
| Brücke über Wasserlauf |                                                         | Una                                       | Una                                       |
| Grenze | 83,002                                                  | Staatsgrenze Bosnien-Herzegowina–Kroatien | Staatsgrenze Bosnien-Herzegowina–Kroatien |
| Bahnhof | 84,638                                                  | Loskun                                    | 247,1 m. i. J.                            |
| Haltepunkt / Haltestelle | 91,600                                                  | Štrbački Buk                              | Štrbački Buk                              |
| Bahnhof | 95,235                                                  | Kestenovac                                | 300,1 m. i. J.                            |
| Grenze | 99,472                                                  | Staatsgrenze Kroatien–Bosnien-Herzegowina | Staatsgrenze Kroatien–Bosnien-Herzegowina |
| Haltepunkt / Haltestelle | 100,200                                                 | Bušević                                   | Bušević                                   |
| Bahnhof | 105,473                                                 | Kulen Vakuf                               | 322 m. i. J.                              |
| Haltepunkt / Haltestelle | 109,600                                                 | Palučci                                   | Palučci                                   |
| Brücke |                                                         | Viadukt Jarapaga                          | Viadukt Jarapaga                          |
| Bahnhof | 115,673                                                 | Martin Brod                               | 362,7 m. i. J.                            |
| Brücke über Wasserlauf |                                                         | Una                                       | Una                                       |
| Wechsel des Eisenbahninfrastrukturunternehmens | 119,444                                                 | Infrastrukturgrenze ŽFBH-HŽ               | Infrastrukturgrenze ŽFBH-HŽ               |
| Bahnhof | 123,528                                                 | Una                                       | 399,7 m. i. J.                            |
| Grenze auf Brücke über Wasserlauf | 123,950                                                 | Krka und Staatsgrenze BiH–Kroatien        | Krka und Staatsgrenze BiH–Kroatien        |
| Haltepunkt / Haltestelle | 126,006                                                 | Begluci                                   | Begluci                                   |
| Grenze | 127,400                                                 | Staatsgrenze Kroatien–Bosnien-Herzegowina | Staatsgrenze Kroatien–Bosnien-Herzegowina |
| Bahnhof | 130,947                                                 | Bosanski Osredci-Srb                      | 528,8 m. i. J.                            |
| Haltepunkt / Haltestelle | 133,836                                                 | Osredci                                   | Osredci                                   |
| Grenze | 137,660                                                 | Staatsgrenze Bosnien-Herzegowina–Kroatien | Staatsgrenze Bosnien-Herzegowina–Kroatien |
| Bahnhof | 138,445                                                 | Ličko Dugo Polje                          | 637,6 m. i. J.                            |
| Abzweig geradeaus und ehemals von links |                                                         | von Prijedor                              | von Prijedor                              |
| Bahnhof | 142,451                                                 | Lička Kaldrma                             | 674 m. i. J.                              |
| Haltepunkt / Haltestelle | 146,161                                                 | Lički Tiškovac                            | Lički Tiškovac                            |
| Grenze | 154,100                                                 | Staatsgrenze Kroatien–Bosnien-Herzegowina | Staatsgrenze Kroatien–Bosnien-Herzegowina |
| Haltepunkt / Haltestelle | 154,164                                                 | Bosanski Drenovac                         | Bosanski Drenovac                         |
| Grenze | 155,772                                                 | Staatsgrenze Bosnien-Herzegowina–Kroatien | Staatsgrenze Bosnien-Herzegowina–Kroatien |
| Bahnhof | 160,978                                                 | Strmica                                   | Strmica                                   |
| Haltepunkt / Haltestelle |                                                         | Komalić                                   | Komalić                                   |
| Bahnhof | 169,006                                                 | Golubić                                   | Golubić                                   |
| Abzweig geradeaus und von rechts |                                                         | von Oštarije                              | von Oštarije                              |
| Abzweig geradeaus und von rechts |                                                         | von Zadar                                 | von Zadar                                 |
| Bahnhof | 177,963                                                 | Knin                                      | 221 m. i. J.                              |
| Strecke |                                                         | nach Split                                | nach Split                                |

Die Bahnstrecke Novi Grad–Knin (Una-Bahn) ist eine Hauptbahn in Bosnien und Herzegowina und Kroatien. Sie verläuft von Novi Grad im Nordwesten Bosniens über Bihać bis Martin Brod im Wesentlichen flussaufwärts im Tal der Una und führt weiter ins kroatische Knin. Sie überquert dabei insgesamt sieben Mal die Staatsgrenze. Die Strecke wird auf ihren ersten 19,6 km von den Željeznice Republike Srpske (ŽRS) betrieben, im weiteren Verlauf von den Željeznice Federacije Bosne i Hercegovine (ŽFBH; 99,8 km) und den Hrvatske željeznice (HŽ; 58,5 km). Sie war einst durchgängig elektrifiziert, mit Stand Ende 2019 sind die Oberleitung und die Bahnstromanlagen nur noch bzw. wieder zwischen Novi Grad und Bihać in Betrieb. Regelmäßiger Personenverkehr findet ebenso nur zwischen Novi Grad und Bihać statt.

## Geschichte

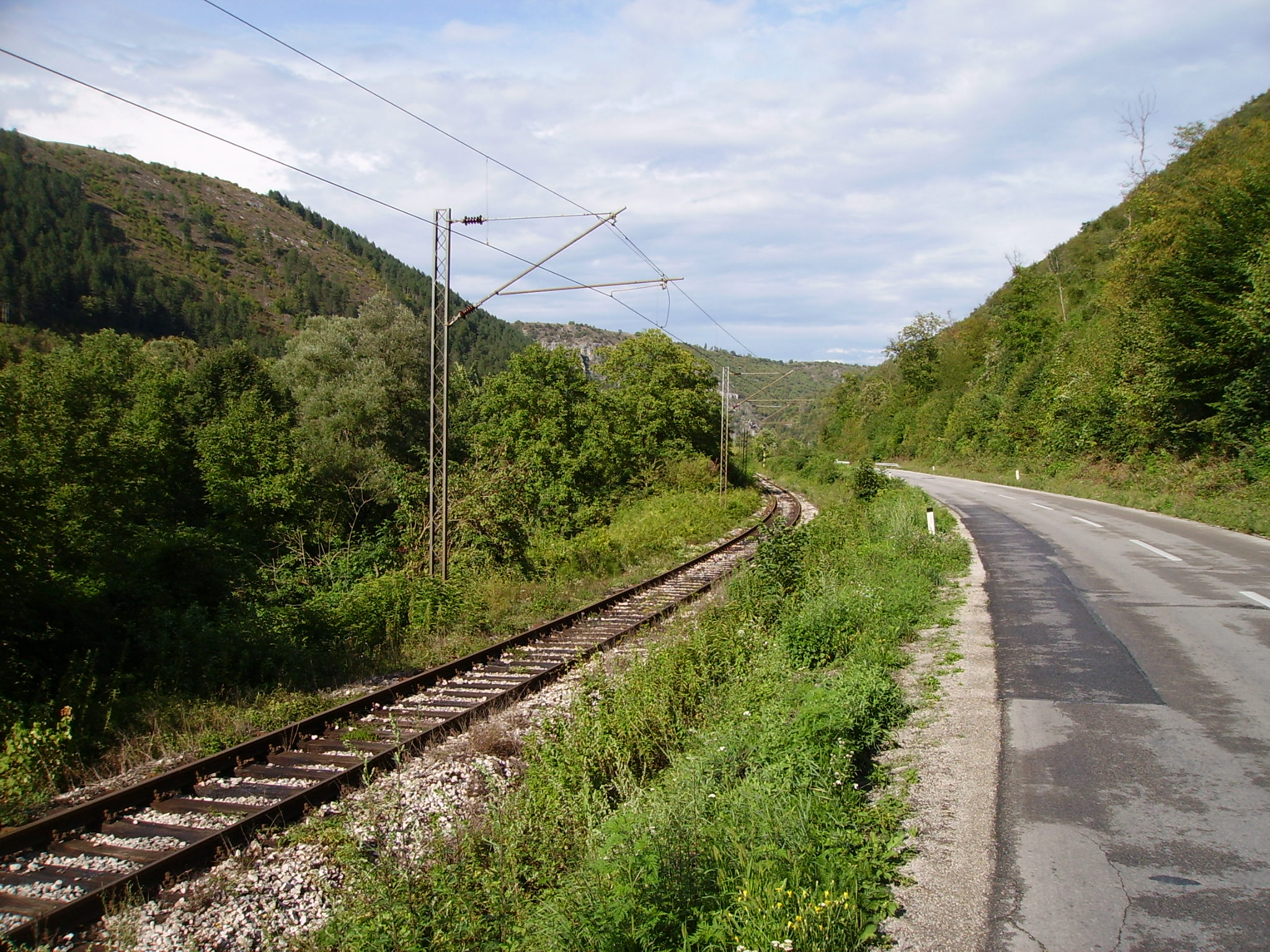
Zwischen Bihać und Bosanska Krupa verläuft die Strecke parallel zur Magistralstraße M14 (2007)

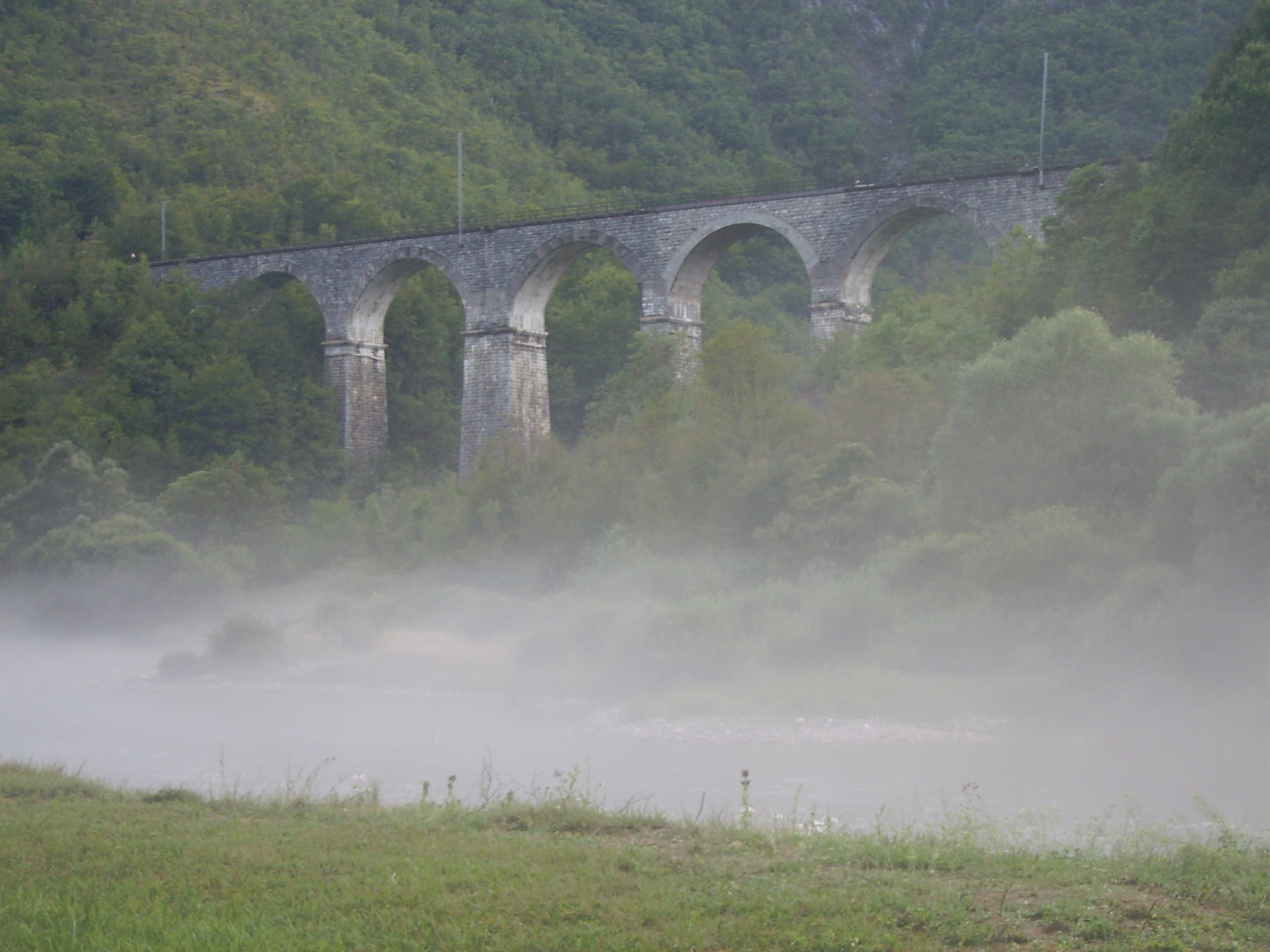
Viadukt Jarapaga zwischen Kulen Vakuf und Martin Brod (2007)

### Streckenbau und Entwicklung bis 1991
Bereits Anfang des 20. Jahrhunderts während der Österreichisch-Ungarischen Verwaltung Bosniens und der Herzegowina gab es Überlegungen, Bihać mit einer 67 km langen normalspurigen Eisenbahn in Novi Grad an das Eisenbahnnetz anzubinden. Umgesetzt wurden die Pläne nach dem Ersten Weltkrieg von den Eisenbahnen des neu entstandenen Königreichs der Serben, Kroaten und Slowenen. Die Teilstrecke von Bosanski Novi (heute Novi Grad) nach Bosanska Krupa (34 km) wurde am 7. Oktober 1920 eröffnet, die Weiterführung bis Bihać (32 km) am 17. Januar 1924. Der 112 km lange Lückenschluss zwischen Bihać und der bereits bestehenden, normalspurigen Strecke nach Split wurde im Frühjahr 1936 gleichzeitig von Bihać und Knin aus begonnen, die Baumaßnahmen mussten allerdings des Zweiten Weltkriegs wegen unterbrochen werden. Von April 1936 bis April 1940 arbeitete der französische Baukonzern Société de Construction des Batignolles an der Strecke, vor Kriegsausbruch waren vier Fünftel der Strecke fertig gestellt. Während des Krieges verlangsamten sich die Arbeiten deutlich wegen des Weggangs der französischen Ingenieure. Nach Angaben der ŽFBH wurde die Strecke nach Knin schließlich am 28. November 1948 durch die damaligen Jugoslawischen Staatsbahnen (JDŽ), ab 1953 Jugoslawische Eisenbahnen (JŽ), in Betrieb genommen. Nach anderen Angaben wurde diese Teilstrecke bereits 1946 baulich fertig gestellt und am 25. Dezember 1948 in Betrieb genommen. Zwischen Lička Kaldrma und Knin wurde die rund 35 km lange Trasse der früheren Steinbeisbahn einbezogen und von Schmalspur auf Normalspur umgebaut.
Eine grundlegende Modernisierung dieser Strecke einschließlich Elektrifizierung wurde 1984 begonnen und 1987 vollendet. Daran erinnert noch heute eine Tafel im Bahnhof Bihać. Unter anderem wurde damals die Streckengeschwindigkeit auf 120 km/h angehoben.
Innerhalb Jugoslawiens diente die Strecke insbesondere der Verbindung der nördlichen Regionen des Landes mit der dalmatinischen Küste. Dabei war sie stets leistungsfähiger als die etwas westlicher liegende steigungsreiche Lika-Bahn. Viele Schnellzüge (z. T. auch mit Autotransportwagen) von Ljubljana, Zagreb, Osijek, Subotica und Belgrad verkehrten auf der Una-Bahn nach Split, Šibenik oder Zadar. Zudem verkehrten Elektrotriebwagen als «Olimpik Express» zwischen Sarajevo, Banja Luka und Bihać (Stand: JŽ-Fahrplan 1991/1992, gültig ab 2. Juni 1991). Jährlich wurden mehr als eine Million Reisende befördert und mehr als vier Millionen Tonnen Güter auf der Strecke transportiert. Im Jahresfahrplan der Jugoslawischen Eisenbahnen von 1991 waren täglich 34 Züge für den Personenverkehr verzeichnet, dazu zahlreiche Güterzüge. Im Güterverkehr bestand die Bedeutung der Strecke vor allem in der Bedienung der mitteldalmatinischen Häfen Split, Zadar und Šibenik. An einzelnen Tagen verkehrten mehr als 80 Züge auf der Strecke.

### Die Strecke in den Kriegsjahren 1991 bis 1995
Mit der Unabhängigkeit Kroatiens von Jugoslawien im Juni 1991 gingen die in Kroatien gelegenen Streckenabschnitte formal auf dessen neu gegründete Eisenbahngesellschaft HŽ über. Kriegsbedingt wurde der durchgängige Verkehr auf der Una-Bahn im August 1991 unterbrochen. Der kroatische Teil der Strecke lag von 1991 bis 1995 auf dem Gebiet der international nicht anerkannten Republik Serbische Krajina und damit außerhalb der Einflusssphäre der HŽ. Im amtlichen Kursbuch der HŽ für den Sommerfahrplan 1994 waren dementsprechend auch keinerlei Verkehrsangebote auf dieser Strecke ausgewiesen.
Analog gingen die in Bosnien und Herzegowina gelegenen Streckenabschnitte mit dessen Unabhängigkeit von Jugoslawien im März 1992 auf die gesamtstaatlich angedachte Željeznice Bosne i Hercegovine (ŽBH), einen Vorgänger der heutigen ŽFBH, über. Aus den kriegsbeendenden Vereinbarungen im Abkommen von Dayton ergibt sich die anteilige Lage der Strecke in der Republika Srpska und in der Föderation Bosnien und Herzegowina, daraus wiederum die heutige geteilte Zuständigkeit durch ŽRS und ŽFBH für den in Bosnien und Herzegowina gelegenen Streckenabschnitt.
Im Kroatienkrieg (1991–1995) und im Bosnienkrieg (1992–1995) wurden Strecke und Oberleitungsanlage abschnittsweise erheblich beschädigt. Zerstört wurden unter anderem drei der vier Brücken über die Una.
Innerhalb von ein bis zwei Monaten fielen auf weiten Streckenabschnitten sowohl die Oberleitung als auch zahlreiche erdverlegte Kabel der Leit- und Sicherungstechnik systematischem Diebstahl zum Opfer. Anders als auf der freien Strecke nördlich und südlich der Bahnhofs ist die Oberleitungsanlage in den Bahnhöfen Kulen Vakuf und Martin Brod heute noch vorhanden.

### Wiederaufbau und Entwicklung seit 1996
1998 wurde die Strecke von der SFOR wieder in Betrieb genommen, unter anderem hatte die SFOR mit finanzieller Unterstützung der Europäischen Union die drei beschädigten Brücken neu gebaut. Weitere Instandsetzungen der Strecke führten nachfolgend die ŽFBH und die HŽ aus. Außer im weitgehend unversehrten Abschnitt zwischen Novi Grad und Blatna fand vorerst kein elektrischer Betrieb mehr statt. Der Streckenstandard (Höchstgeschwindigkeit, Sicherungstechnik) blieb dennoch weit unter dem Vorkriegszustand.
Der erste und bislang einzige durchgängige Personenzug nach dem Krieg verkehrte im Januar 2001 von Zagreb über Novi Grad und Bihać nach Knin. Der Zug war mit zahlreichen Ehrengästen aus Bosnien und Herzegowina und Kroatien besetzt und sollte auf die bevorstehende Wiederinbetriebnahme der Strecke für den Personenverkehr hinweisen. Im Sommer 2001 wurde zwischen den Regierungen beider Staaten ein Abkommen über die Teilung der Zuständigkeit für Streckenbetrieb, -vorhaltung und -instandsetzung geschlossen und im Oktober 2001 ratifiziert. Ungeachtet der Staatsgrenze ist demnach bis zum Streckenkilometer 119,444 Bosnien und Herzegowina für die Strecke zuständig, südlich davon Kroatien. Bis 2009 fand gelegentlicher Güterverkehr über die Una-Bahn statt, sowohl innerkroatischen Verkehr im Transit durch Bosnien und Herzegowina als auch Verkehr zwischen Bosnien und Herzegowina und dem Hafen in Split.

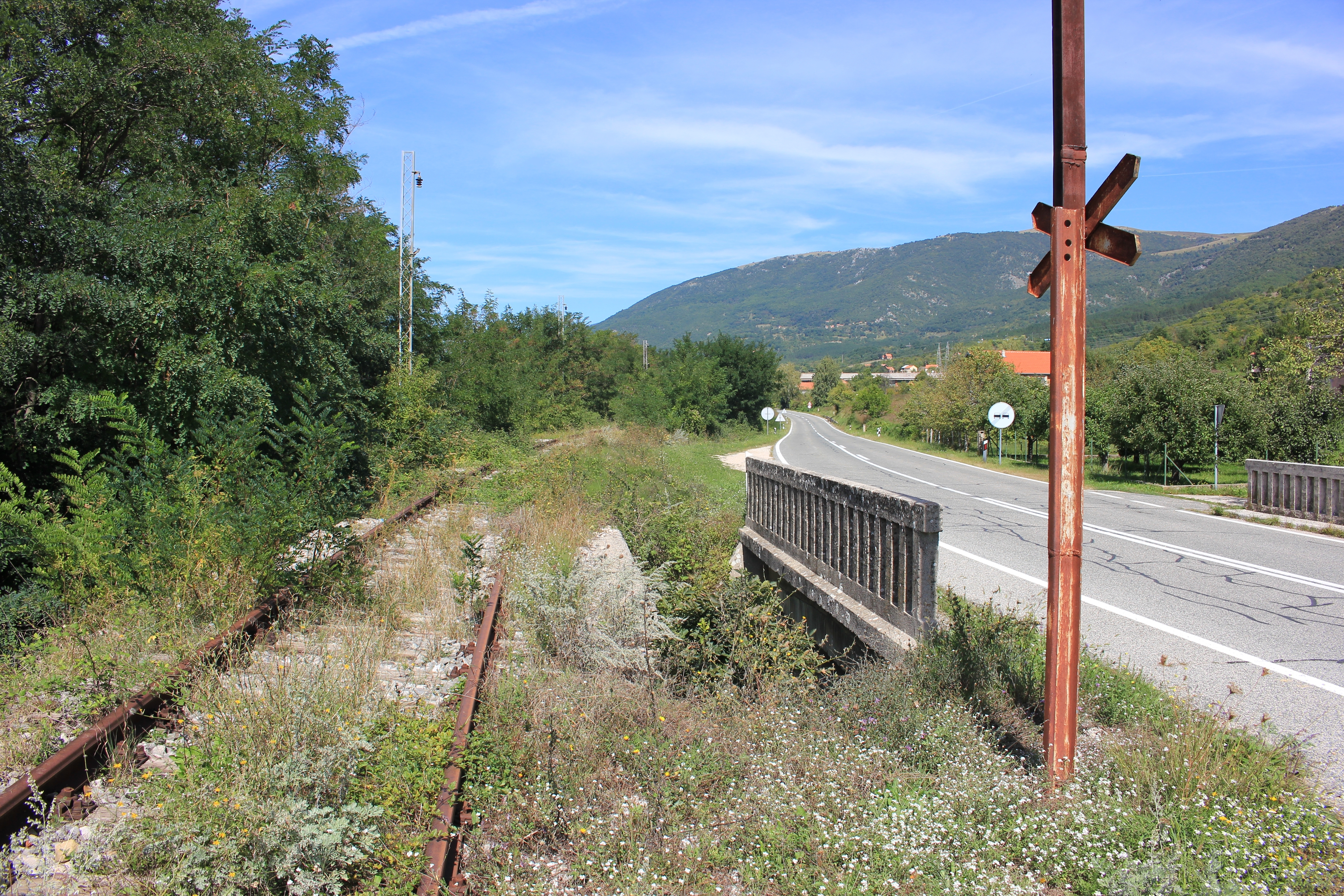
Gesperrte Strecke zwischen Strmica und Knin (2018)

Am 17. Mai 2010 sperrten die HŽ den in ihrer Verantwortung stehenden Streckenabschnitt vom Teilungspunkt bis nach Knin. Als Grund wurden bauliche Mängel an der Strecke, die einen sicheren Eisenbahnverkehr nicht zulassen, sowie zu beseitigende Schäden nach Erdrutschen angegeben. Kurzfristig würden die dafür notwendigen finanziellen Mittel nicht zur Verfügung stehen. Angesichts dessen, dass kein Personenverkehr mehr und nur noch gelegentlicher Güterverkehr auf der Strecke stattgefunden habe, sei die verkehrliche Bedeutung der Strecke gering und die vorhandenen Mittel der HŽ würden auf wichtigeren Strecken prioritär eingesetzt. Seither ist auf dem in kroatischer Verantwortung stehenden Abschnitt zwischen Martin Brod und Knin kein Eisenbahnbetrieb mehr möglich, nur noch zwischen Novi Grad und Martin Brod. Einem Medienbericht von 2012 zufolge sei 2011 bei einer gemeinsamen Streckenbefahrung von Vertretern Kroatiens und Bosnien und Herzegowinas festgestellt worden, dass die in kroatischer Verantwortung stehende Teilstrecke lediglich auf einem halben Kilometer Länge wegen Steinschlags in einem schlechten Zustand sei. Eine Notreparatur, damit Züge zumindest mit verringerter Geschwindigkeit fahren könnten, würde 4 Millionen Kuna (ca. 0,5 Mio. Euro) kosten, eine vollständige Reparatur 15 Millionen Kuna (ca. 2 Mio. Euro). Diese Mittel seien nach HŽ-Angaben jedoch weder 2012 noch mittelfristig verfügbar.
Am 1. Dezember 2012 wurde der verbliebene regelmäßige Schienenpersonennahverkehr zwischen Novi Grad und Bihać von den ŽFBH wegen zu hoher Defizite im laufenden Betrieb eingestellt. Trotz gesetzlicher Verpflichtung hatte sich die Kantonsregierung nicht an der Kofinanzierung der Verkehre beteiligt. Bis 2018 fand auf bosnischer Seite nur noch Güterverkehr statt. Der Abschnitt von Bihać bis Kulen Vakuf wird gelegentlich für touristische Sonderfahrten genutzt.
Im Mai 2017 kam ein Vertrag zur durchgängigen Wiederinbetriebnahme der Strecke zwischen den Regierungen Kroatiens und Bosnien und Herzegowinas zu Stande, der eine Grundlage für die Gewährung von EU-Mitteln darstellen sollte. Die adriatischen Häfen, der kroatische Hafenverband und die Stadt Knin als Eisenbahnknoten unterstützen diese Bemühungen. Daraufhin vergaben die ŽFBH im Januar 2018 den Auftrag für die Instandsetzung der elektrischen Fahrleitung auf dem Abschnitt Blatna–Bihać mit dem Ziel der Wiederaufnahme des Personenverkehrs. Die Reparaturarbeiten haben gemäß offiziellen Angaben nur knapp 1,5 Millionen Euro gekostet. Die Hrvatske željeznice, bzw. deren nunmehr für die Infrastruktur zuständige Tochtergesellschaft HŽ Infrastruktura, ist als federführender Projektpartner auf der kroatischen Seite benannt worden. Die Gesellschaft äußert sich deutlich vorsichtiger und sieht für Aktivitäten hinsichtlich des Einwerbens von Fördermitteln der Europäischen Union die bosnisch-herzegowinische Seite als federführenden Partner.
Vorerst mit einem Zugpaar pro Tag wurde Bihać erstmals nach 27 Jahren wieder direkt an die Hauptstadt Sarajevo angeschlossen. Mit einem Eröffnungszug wurde am 3. Juli 2018 der reguläre Verkehr aufgenommen. Der Zug verließ Sarajevo um 16.00 Uhr und traf um 0.22 Uhr in Bihać ein, wo er um 2.03 Uhr die Rückfahrt mit Ankunft um 10.28 Uhr in Sarajevo aufnahm. Für diese Verbindung wurde eine der vier Talgo-Nachtzug-Kompositionen eingesetzt, alle anderen Talgo-Leistungen wurden mit den fünf Tageszug-Garnituren erbracht. Diese Verbindung wurde am 17. März 2020 wieder eingestellt.

## Galerie

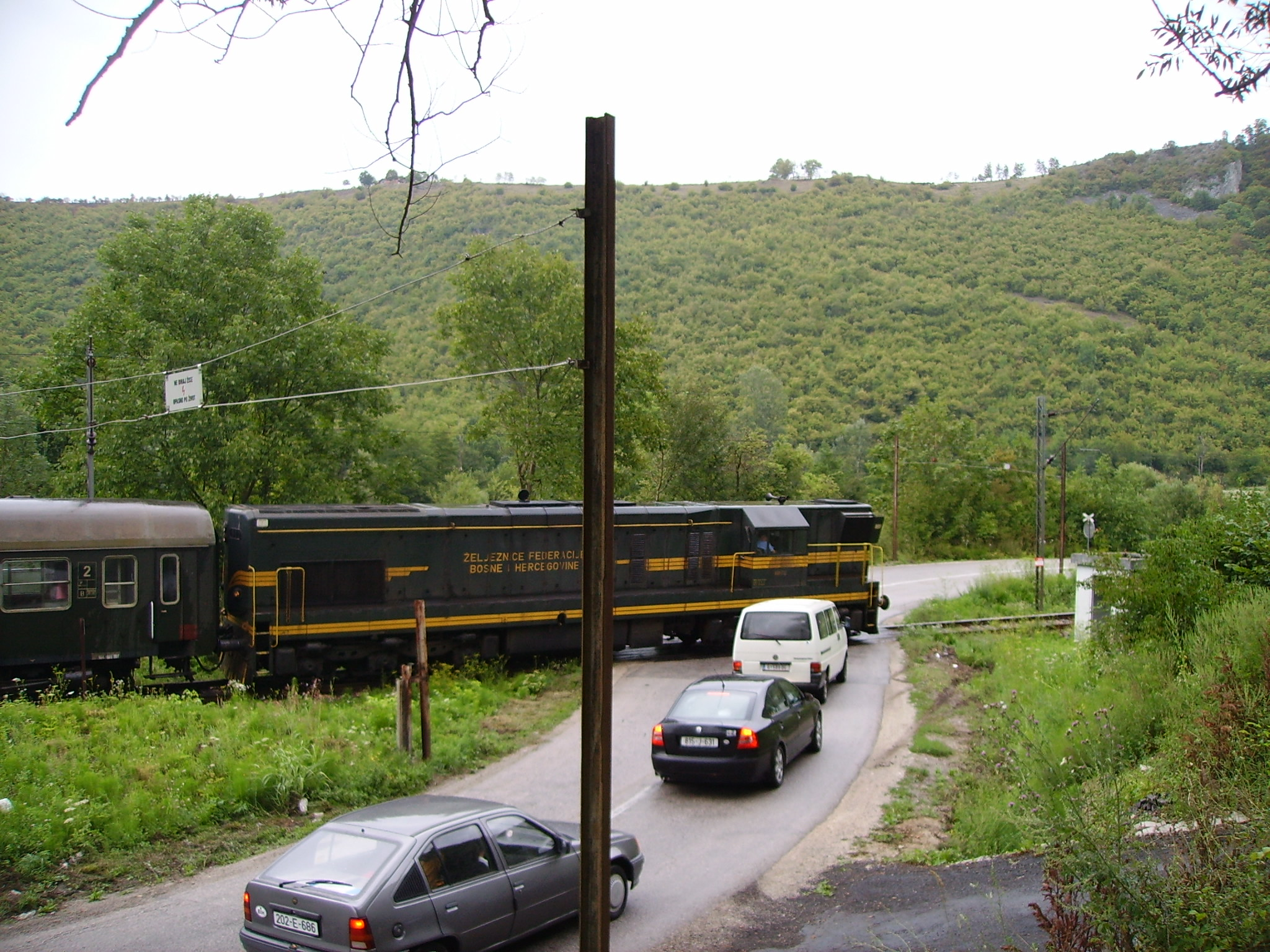
Personenzug mit Diesellok zwischen Bihać und Bosanska Krupa (2007)
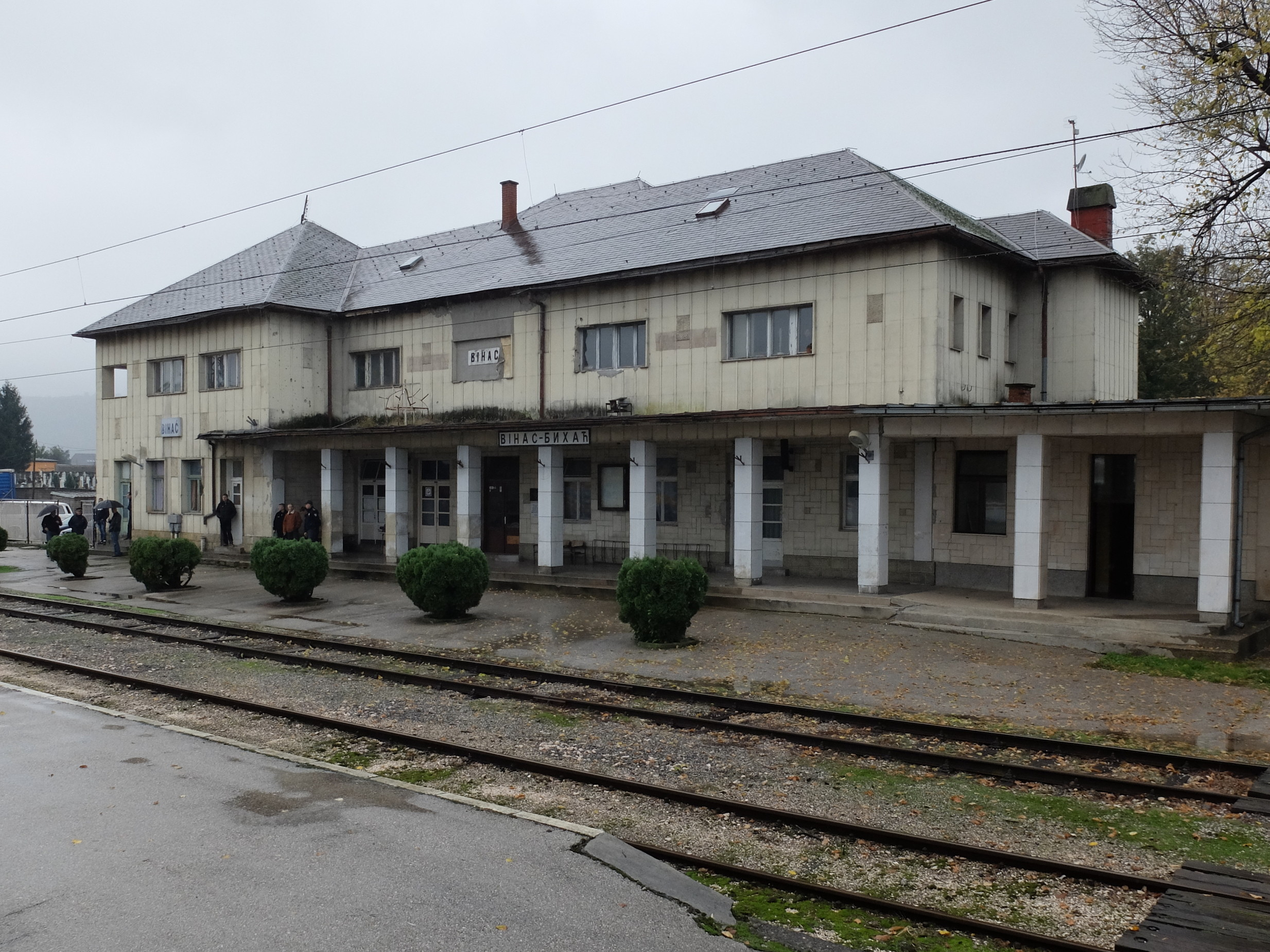
Bahnhof Bihać (2015)
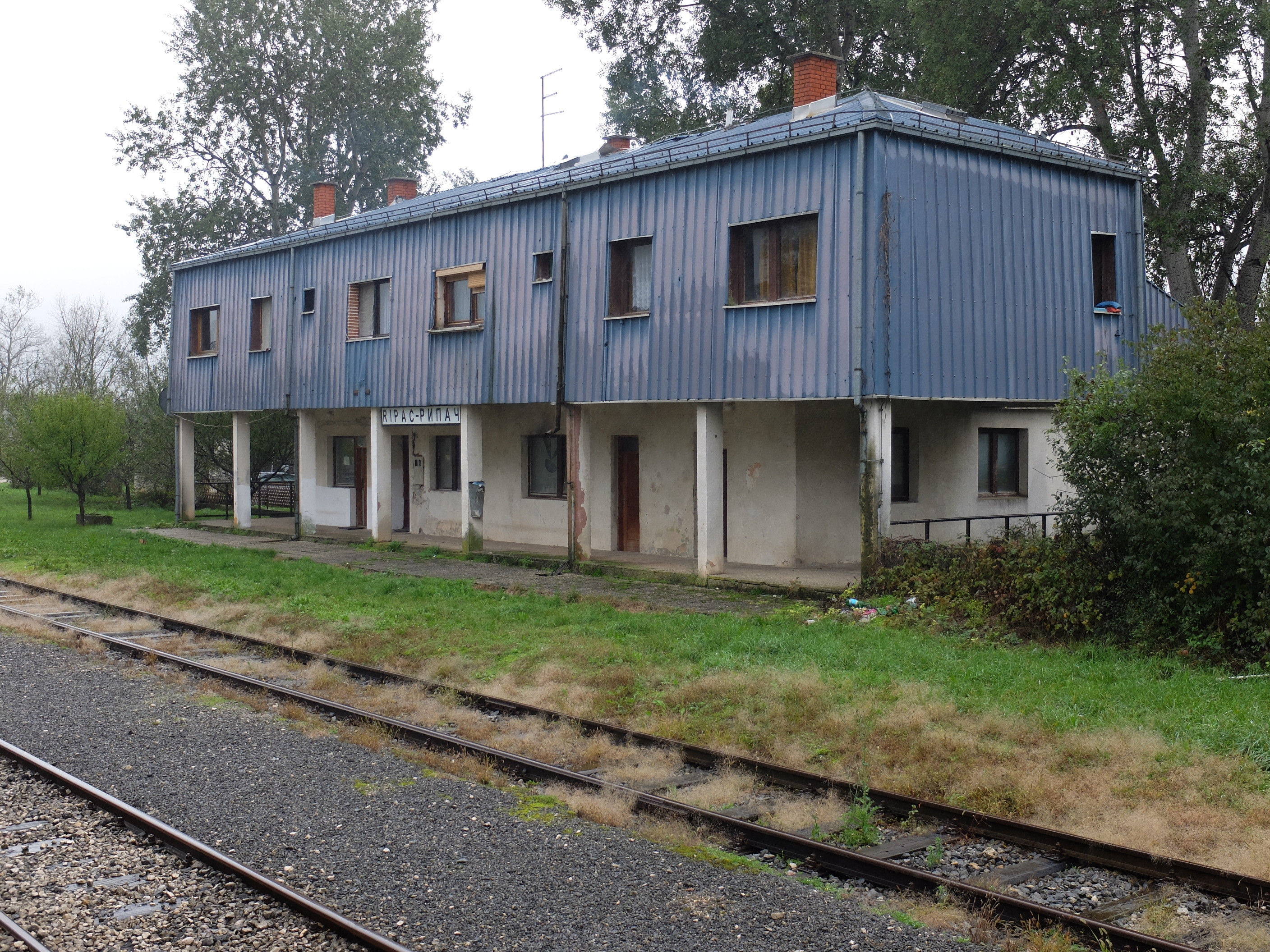
Bahnhof Ripač (2015)
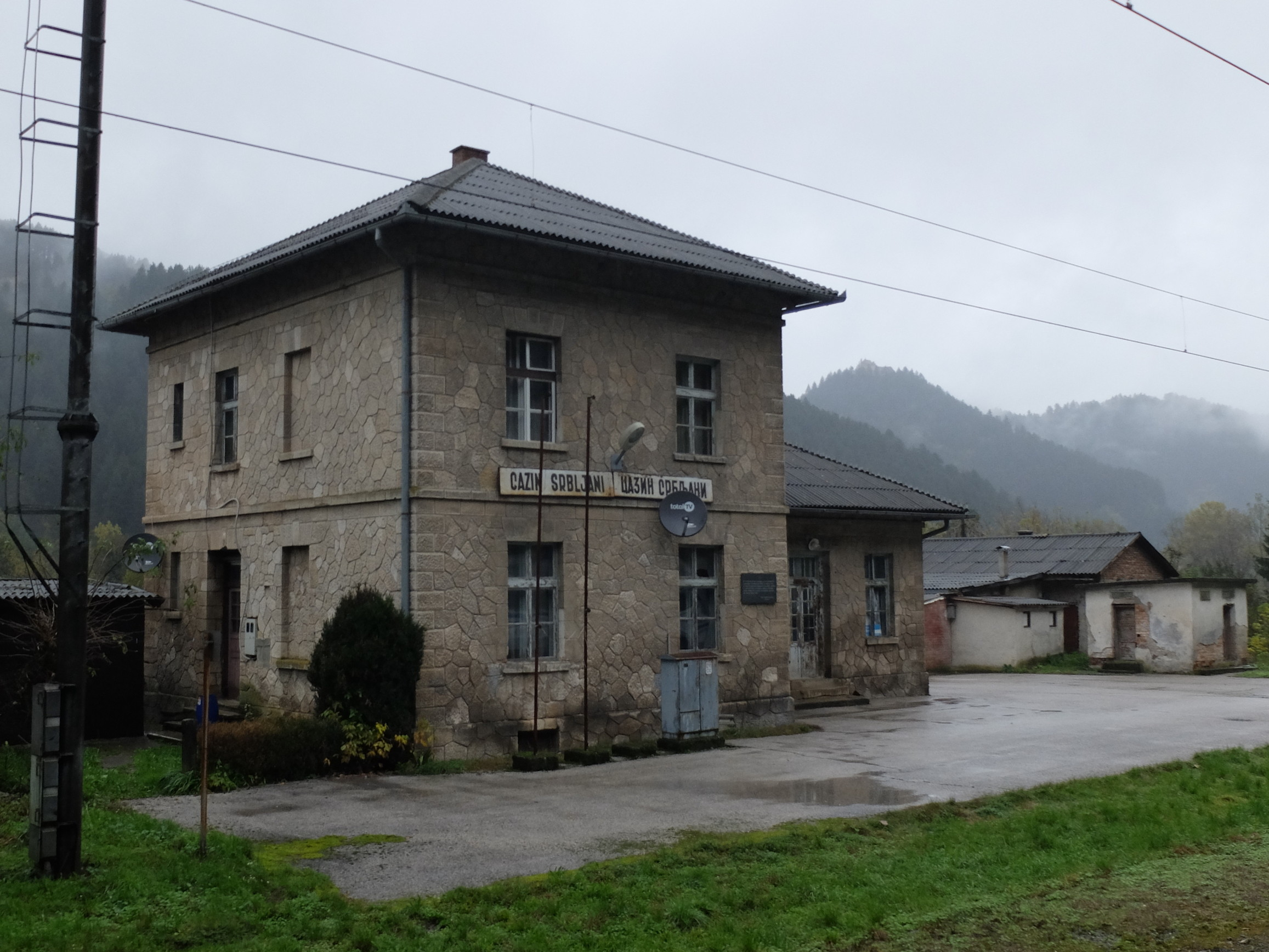
Bahnhof Cazin-Srbljani (2015)
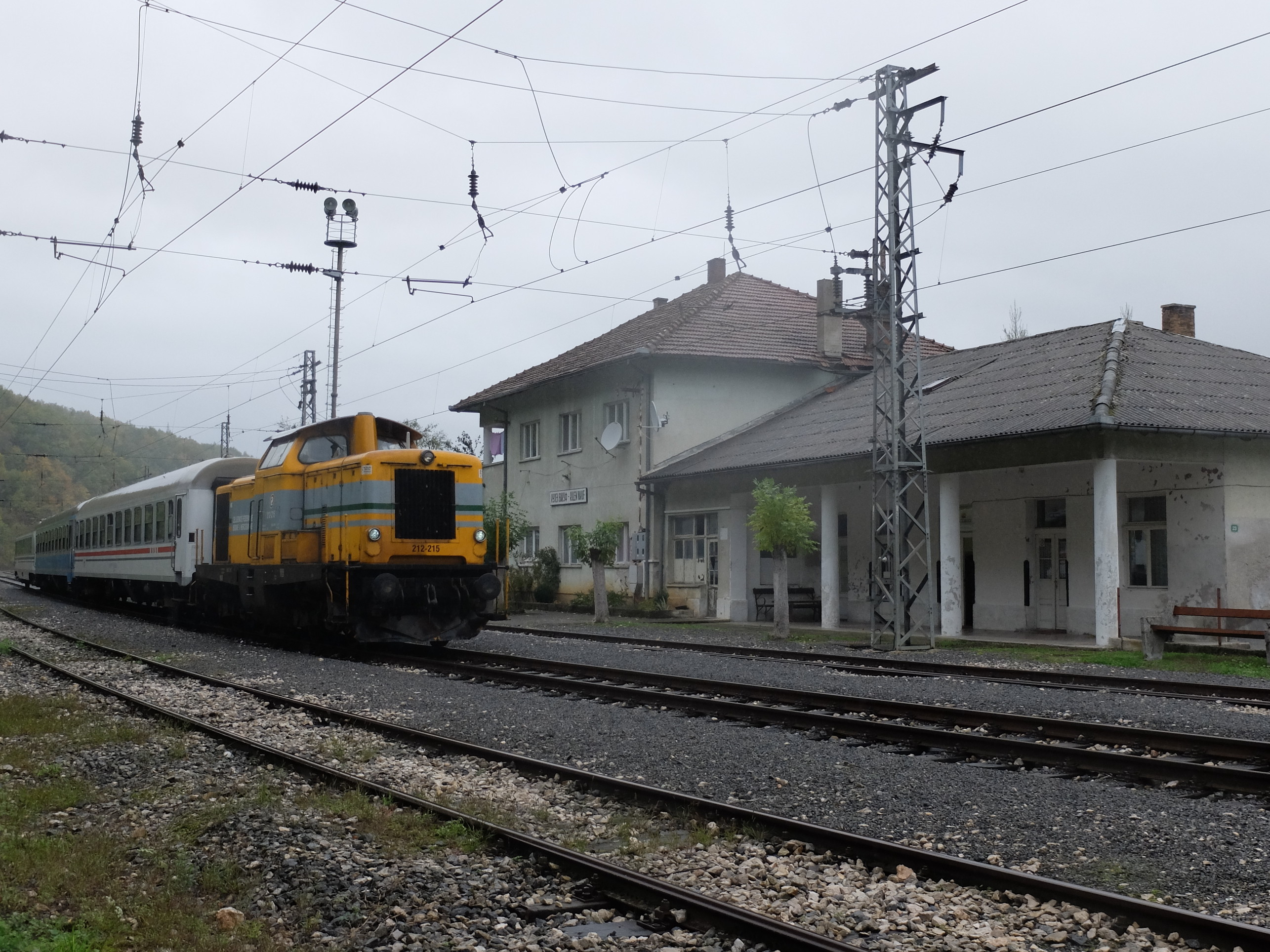
Bahnhof Kulen Vakuf (2015)
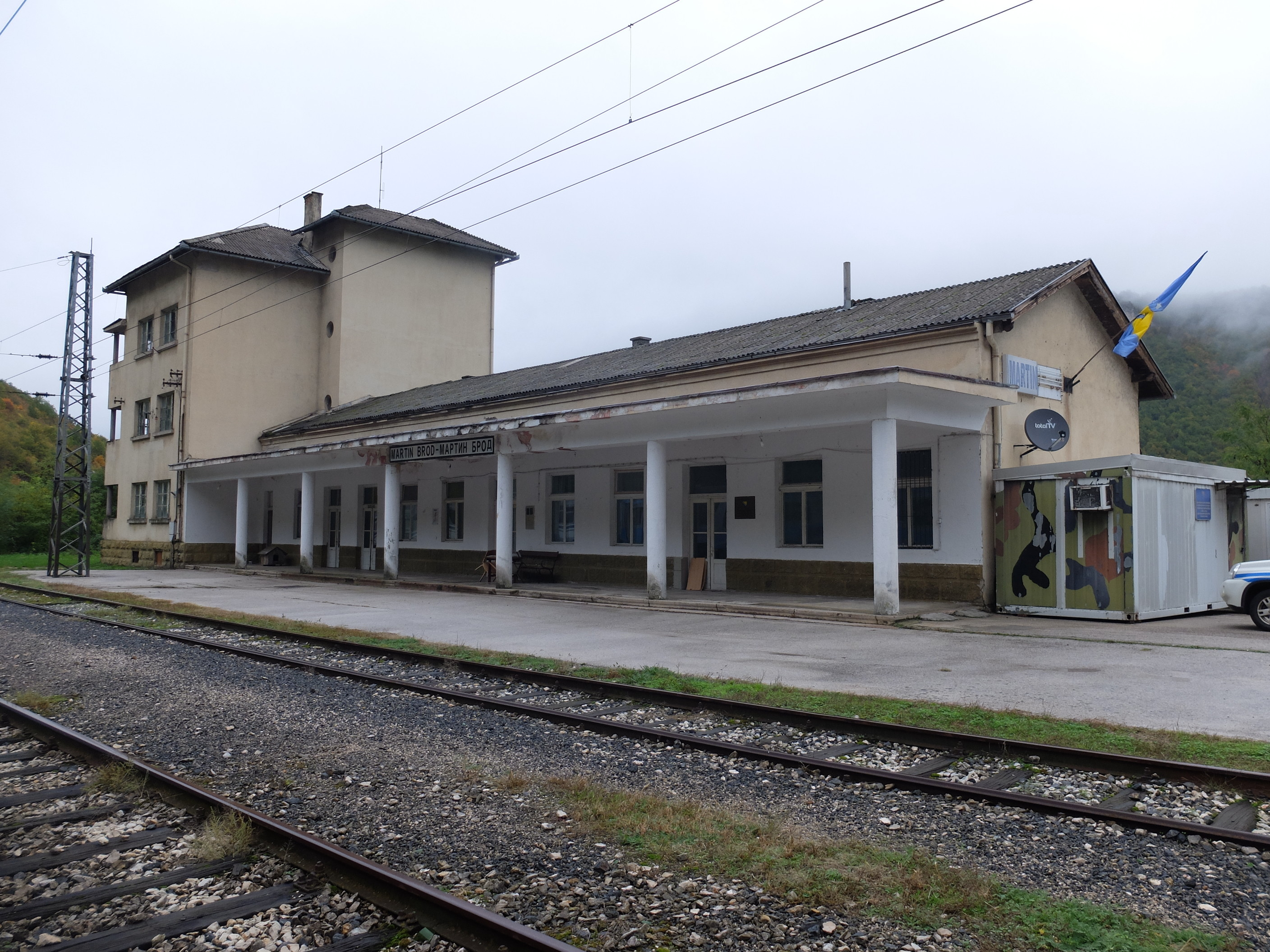
Bahnhof Martin Brod (2015)

## Streckenbeschreibung

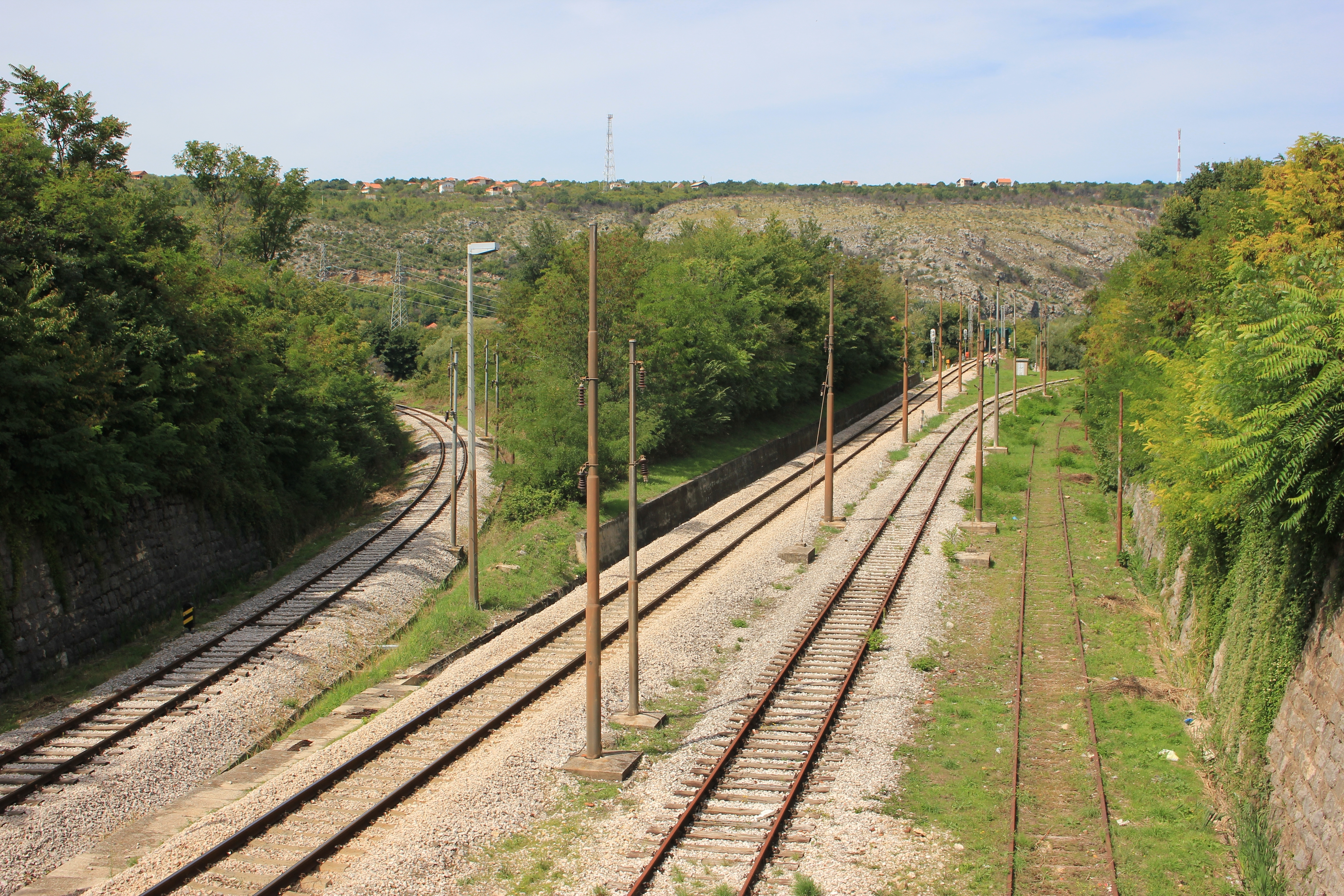
Verzweigung der Strecken nach Zadar, Oštarije und Bihać (von links) in der Nähe des Bahnhofs Knin (2018)

Die Strecke zweigt in Novi Grad von der bereits 1891 fertiggestellten Bahnstrecke Banja Luka–Sunja ab und verläuft zunächst südlich der Una in Richtung Bosanska Otoka. Hinter Otoka und Bosanska Krupa wechselt sie für einige Kilometer auf die nördliche Seite des Flusses, kehrt in der Una-Schlucht zwischen Krupa und Bihać jedoch wieder ans andere Ufer zurück. Aufgrund des geringen Platzangebots in der stellenweise sehr engen Schlucht führt die Strecke bis zum Bihaćer Ortsteil Pokoj teils direkt neben der Magistralstraße 14 entlang und durchquert mehrere Tunnel, bevor sie die Ebene von Bihać erreicht. Hinter der Stadt tritt die Strecke südlich von Ripač erneut in eine Schlucht der Una ein, die hier zum Nationalpark Una gehört und wechselt wieder die Flussseite, womit sie kroatisches Territorium erreicht. Im Nationalpark führt sie durch mehrere längere Tunnel vorbei u. a. am Wasserfall Štrbački Buk und auf Höhe von Orašac wieder über bosnisches Staatsgebiet bis nach Kulen Vakuf. Bei Martin Brod überquert sie die Una, die nun wieder die Staatsgrenze markiert, ein letztes Mal und verlässt deren Tal unweit der Quelle bei Donja Suvaja. Im Bahnhof Lička Kaldrma wird die Trasse der früheren Steinbeisbahn erreicht. Dieser Bahnhof ist mit 674 m. i. J. zugleich die höchstgelegene Betriebsstelle der Strecke. In unmittelbarer Nähe befindet sich deren Scheitelpunkt. Bis Strmica führt die Strecke nun wieder leicht bergab durch kaum besiedeltes Gebirgsland, stets in direkter Grenznähe. Ab Strmica verläuft die Strecke am Rand des Butižnica-Tales über kroatisches Territorium bis nach Knin.
Auf dem landschaftlich reizvollen Abschnitt zwischen Bihać und Strmica überquert die Strecke insgesamt sieben Mal die Staatsgrenze und zweimal den Fluss Una; auf ihrem gesamten Verlauf vier Mal die Una.
Allein auf der 112 km langen Teilstrecke von Bihać nach Knin führt die Strecke durch 36 Tunnel mit einer Gesamtlänge von 12 km.

## Grenzüberschreitender Eisenbahnbetrieb
Die Aufteilung der Betreiberverantwortung zwischen ŽFBH und HŽ orientiert sich nicht originär an der Staatsgrenze, deren Verlauf in diesem Abschnitt ohnehin umstritten ist. Stattdessen wurde ein sogenannter „Teilungspunkt“ (razdjelna tačka / razdjelna točka) festgelegt. Dieser liegt am Streckenkilometer 119,444 südlich des Bahnhofs Martin Brod auf dem Gebiet von Bosnien und Herzegowina. Beide Unternehmen sind damit auf Teilstrecken auch im jeweiligen Ausland allein für Streckenvorhaltung und -unterhaltung verantwortlich.
Als offizielle Grenzübergänge sowohl für den Personen- als auch den Güterverkehr sind Martin Brod in Bosnien und Herzegowina sowie Ličko Dugo Polje in Kroatien festgelegt worden. Beide Bahnhöfe sind zudem Grenzbahnhöfe im eisenbahnrechtlichen Sinne.